# Orjachowo (gmina)
Orjachowo (bułg. Община Оряхово)  − gmina w północno-zachodniej Bułgarii, w obwodzie Wraca.

## Miejscowości
Miejscowości wchodzące w skład gminy Orjachowo:
- Dołni Wadin (bułg.: Долни Вадин),
- Gałowo (bułg.: Галово),
- Gorni Wadin (bułg.: Горни Вадин),
- Leskowec (bułg.: Лесковец),
- Orjachowo (bułg.: Оряхово) – siedziba gminy,
- Ostrow (bułg.: Остров),
- Sełanowci (bułg.: Селановци).